# Martha (1978)
Martha ist ein Dokumentarfilm des DEFA-Studios für Dokumentarfilme von Jürgen Böttcher aus dem Jahr 1978.

## Handlung
Zwischen dem seit 1960 errichteten Neubaugebiet Hans-Loch-Viertel (heute Sewanviertel) und der S-Bahn, in Höhe des Betriebsbahnhofs Rummelsburg, befindet sich die Rummelsburger Kippe des VEB Tiefbaukombinats Berlin. Hier treffen wir 1977 bei winterlichen Temperaturen die 68-jährige Arbeiterin Martha Bieder inmitten mehrerer männlicher Arbeiter, mit denen sie aus dem Schutt von Abbruchhäusern neues Baumaterial schafft. Marthas Aufgabe besteht darin, an einem Förderband stehend, die Holz- und Metallreste auszusortieren, so dass am Ende ein sauberer Splitt gemahlen werden kann. Dabei nutzt sie die Gelegenheit, die Arbeit ihrer Kollegen zu erklären und gibt zu verstehen, dass es ihr am Band immer noch Spaß macht. Nur wenn das Band steht, weil ein zu großer Brocken Schutt durch den Bagger darauf geworfen wurde oder Material fehlt, bekommt sie kalte Füße. Diese Zeit kann sie aber auch wortlos überbrücken. Es sind ihre letzten Arbeitstage vor der Rente, nach 30 Jahren als Trümmerfrau.
Als das Filmteam im Frühjahr 1978 Martha wieder auf der Kippe besuchen will, ist sie bereits seit ein paar Wochen in Rente gegangen. Sie bietet aber an, ihre Abschiedslage für die ehemaligen Kollegen für weitere Aufnahmen zu nutzen. So kommt es, dass sie Ende April eines Tages fein angezogen, mit Torte und Kaffee im Aufenthaltsraum ihre Kollegen bewirtet. Zu Beginn wird von allen Seiten nur dummes Zeug geredet. Nach der ersten Runde Schnaps fangen die Gespräche an, sich auch um die Arbeit und das Rentnerleben Marthas zu drehen. Nach der letzten Runde, die auf Martha getrunken wird, gehen die Männer wieder auf ihre Arbeitsplätze und sie bleibt allein mit dem Filmteam zurück.
Jetzt fängt sie an zu erzählen, wie es 1945 angefangen hat und dass die Stadt grauenhaft ausgesehen hat. Zur Bestätigung ihrer Worte werden Wochenschauaufnahmen aus dem zerstörten Berlin gezeigt, die sie kommentiert. Ihre Kinder waren damals 9 und 10 Jahre alt und als man ihr eine Arbeit auf dem Bau angeboten hat, hat sie die höhere Lebensmittelkarte überzeugt und dass sie als Frau dort das gleiche Geld wie die Männer verdient. Sie erzählt, dass sie heute keine Sorgen hat und stolz auf ihre Kinder ist, jedoch nie gedacht hatte, so lange in dem Beruf zu arbeiten. Dann zeigt sie noch einige Fotografien aus ihrer Jugend und von den Anfängen auf dem Bau. Mehrmals betont sie dabei, dass sie immer lieber mit Männern als mit Frauen gearbeitet hat. Stolz ist sie auch auf ihre Auszeichnungen und besonders beeindruckt hat sie, als sie mit ihrer Brigade im Roten Rathaus mit dem Orden Banner der Arbeit geehrt wird. Sie besteht aber weiter darauf, dass sie mit Politik nichts zu tun haben will. Dann erzählt Martha noch weiter Geschichten aus ihrem Leben, dass sie mit ihren Kollegen gern zusammengearbeitet hat, sie sich erst einmal ausruhen und ihre Verwandtschaft in der gesamten DDR besuchen will. Sie vergisst auch nicht, wie sie 1951 die Wohnung in der Stalinallee (heute Karl-Marx-Allee) bekommen hat, was damals eine Auszeichnung war und in der sie sich immer noch wohlfühlt. Mit einem Blick über die Rummelsburger Kippe verabschiedet sich Martha von ihrem langjährigen Arbeitsplatz.

## Produktion
Martha wurde unter dem Arbeitstitel Trümmerfrauen auf ORWO-Color gedreht und hatte im Oktober 1978 seine Uraufführung während des 1. Dokumentarfilm-Festivals der DDR im Neubrandenburger Kino Filmpalast. Die Dramaturgie lag in den Händen von Wolfgang Geier.

## Auszeichnungen
- 1978: XXI. Internationale Leipziger Dokumentar- und Kurzfilmwoche für Kino und Fernsehen: Preis des Weltfriedensrates
- 1979: 25. Westdeutsche Kurzfilmtage Oberhausen: Preis der Mitarbeiter der Kurzfilmtage

## Kritik
Das Lexikon des internationalen Films bezeichnete den Film als einen außergewöhnlichen Dokumentarfilm über eine der Trümmerfrauen, die unmittelbar nach dem Krieg den Schutt in der zerbombten Hauptstadt Berlin wegräumten. Gedreht Ende der 70er Jahre, rekonstruiert er ein proletarisches Leben.